# Гарлява
Гарля́ва (лит. Garliava) — город в Каунасском районе Литвы. Гарлява также имеет статус староства (лит. Garliavos seniūnija) и является административным центром Гарлявского уездного староства (лит. Garliavos apylinkių seniūnija).

## География
Расположен в 10 км к югу от Каунаса и в 1,5 км от железнодорожной станции Гарлява на линии «Каунас—Калининград». Фактически Гарлява является пригородом Каунаса.

## Население
| 2001    | 2002    | 2003    | 2004    | 2005    | 2006    | 2007    | 2008    | 2009    |
| ------- | ------- | ------- | ------- | ------- | ------- | ------- | ------- | ------- |
| 13 278  | ↘13 270 | ↘13 195 | ↘13 051 | ↘12 741 | ↘12 505 | ↘12 322 | ↘12 132 | ↘12 000 |
| 2010    | 2011    | 2012    | 2013    | 2014    | 2015    | 2016    | 2017    | 2018    |
| ↘11 724 | ↘11 289 | ↘11 094 | ↘10 836 | ↘10 671 | ↘10 625 | ↘10 488 | ↘10 296 | ↘10 113 |
| 2019    | 2020    | 2021    | 2022    | 2023    |         |         |         |         |
| ↘10 071 | ↘9871   | ↗10 366 | ↘10 271 | ↘10 110 |         |         |         |         |

В 1970 насчитывалось 6 тыс. жителей. В 2009 — 13,5 тыс.
| жителей | 5 821 | 9 418 | 12 420 | 13 322 | 13 368 |

## Название
Первоначальная форма названия Годлево обязана фамилии владельца Годлевского.

## Герб
Герб утверждён в 1994. Изображает ветку с тремя дубовыми листьями.

## История
Населённый пункт начал формироваться в начале XIX века в имении помещика Годлевского у проложенного шоссе. На его средства был сооружён католический костёл Пресвятой Троицы (1809) и лютеранский храм (1814—1816). В период между двумя мировыми войнами волостной центр (лит. valsčiaus centras). Большую часть населения составляли евреи; большинство уничтожено во время Второй мировой войны. Летом 1944 была сожжена синагога, разрушен лютеранский храм. В 1952—1955 годах — центр Панемунского района.15 мая 1958 года получил статус посёлка городского типа.

## Инфраструктура
Почта, автобусная станция, костёл, библиотека, два музея (музей резистенции в гимназии и краеведческий музей в средней школе), гостиница, мотель, больница, аптеки, ремонтно-механический завод, производство трикотажных изделий.

## Персоналии
- Антанина Мацкявичюте (1926—2011) — литовская и советская актриса театра и кино.